# Ida Boy-Ed

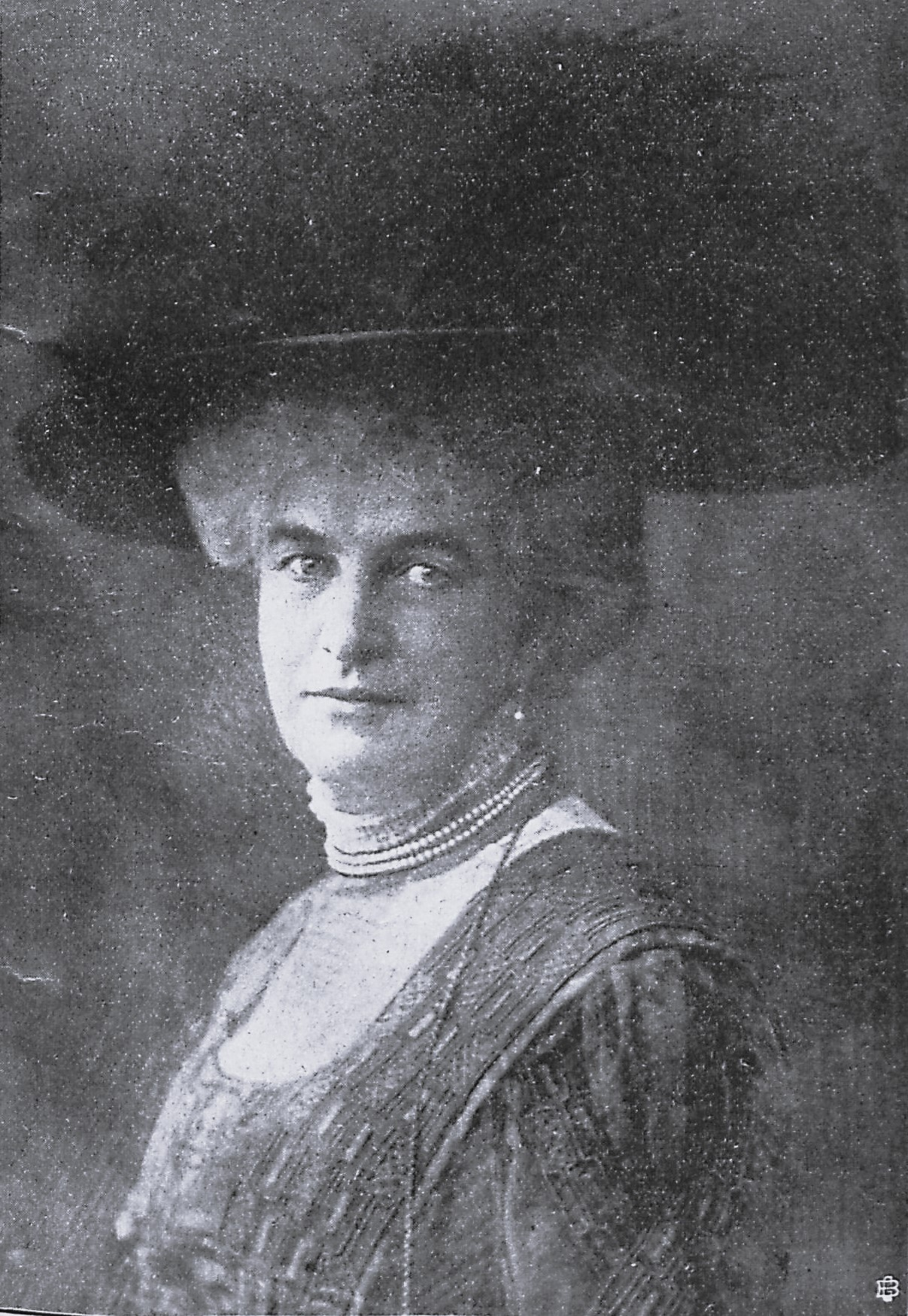
Ida Boy-Ed, 1912

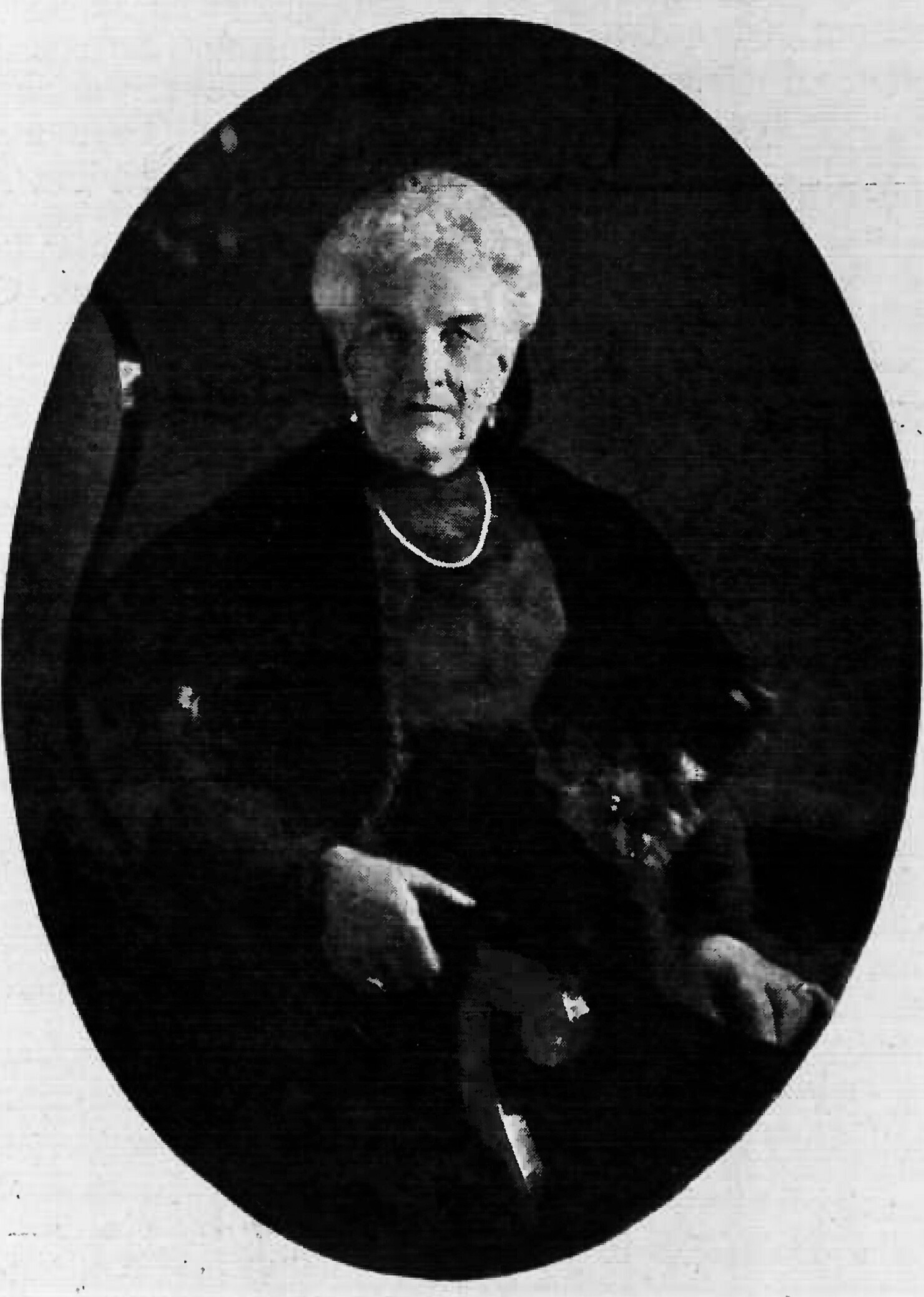
Ida Boy-Ed, 1922

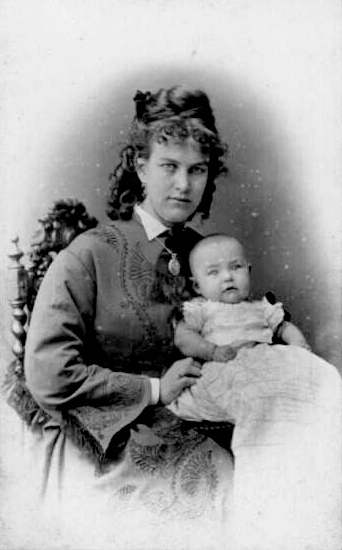
Ida Boy-Ed mit Sohn Karl

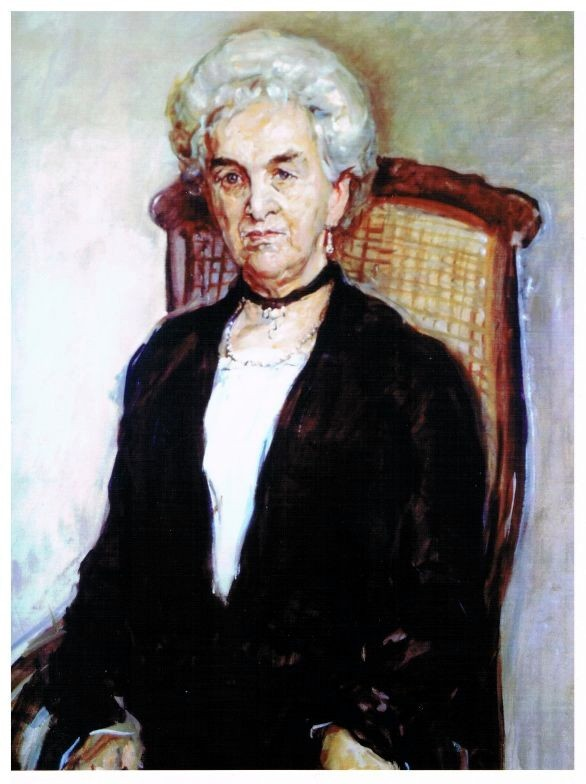
Ida Boy-Ed, Porträt von Max Slevogt

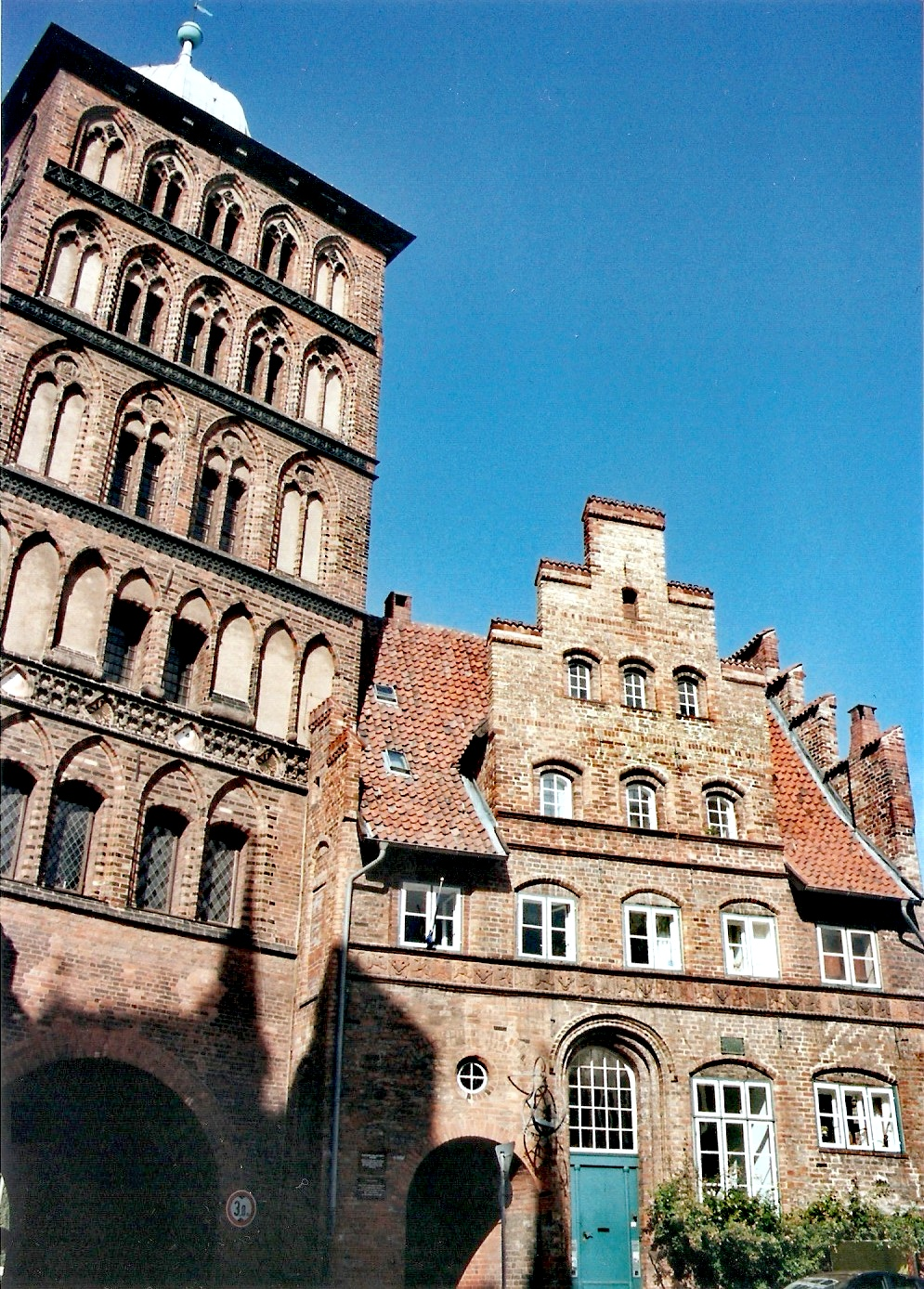
Wohnung neben dem Burgtor

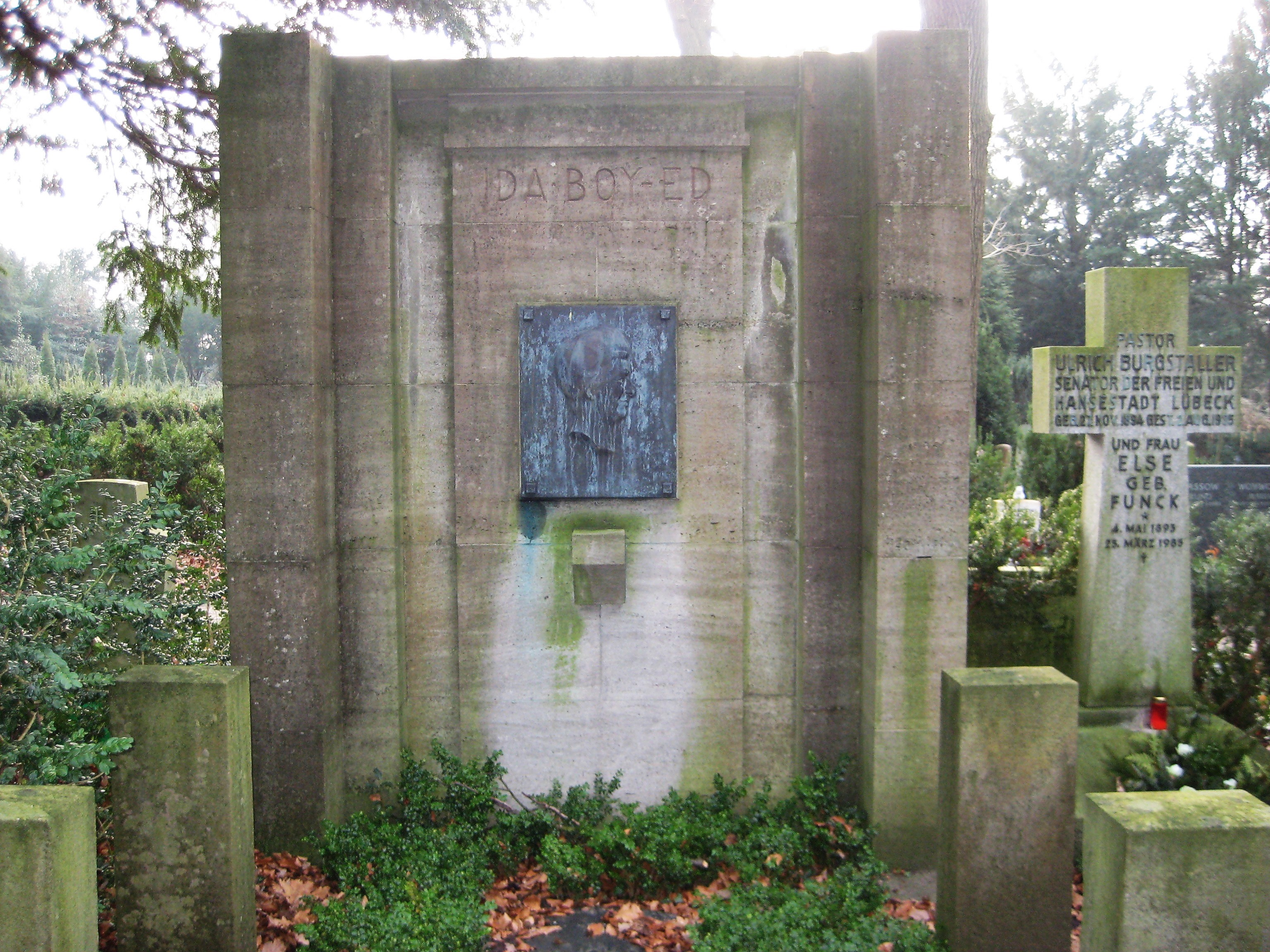
Grabmal auf dem Burgtorfriedhof in Lübeck

In ihrem Auftrag von Georg Roemer erschaffener Gedenkstein auf dem Lübecker Ehrenfriedhof

Ida Boy-Ed, geboren als Ida Cornelia Ernestina Ed (* 17. April 1852 in Bergedorf; † 13. Mai 1928 in Lübeck-Travemünde), war eine deutsche Schriftstellerin und Salonnière.

## Leben
Ida Ed wurde als Tochter des Reichstagsabgeordneten, Büchereibesitzers, Journalisten und Herausgebers der Eisenbahn-Zeitung (Vorläufer der Bergedorfer Zeitung) Christoph Marquard Ed und dessen Frau Friederike Amalie Pauline, geb. Seltzam, geboren. Im Alter von 17 Jahren heiratete sie 1870 den Kaufmann Karl Johann Boy (1845–1900). Sie wurde Mutter dreier Söhne (Karl (1872–1930), Walther (1874–1914) und Emil (1877–1954)) sowie der Tochter Rosa (oder Rose; 1871–1944), die von 1889 bis 1893 mit dem Sänger Franz Henri von Dülong verheiratet war. 
Nachdem Ida ihren Mann verlassen hatte, zog sie 1878 mit ihrem ältesten Sohn Karl nach Berlin. Dort arbeitete sie als Journalistin und schrieb Romane. Zudem unterhielt sie eine rege Korrespondenz mit Künstlern der Zeit. 1880 wurde sie zur Rückkehr zu ihrem Ehemann in Lübeck genötigt, der nicht in die Scheidung einwilligen wollte.
Aufgrund der ehelichen Trennung von ihrem Mann galt sie in Lübeck als „nicht gesellschaftsfähig“. Durch ihre Schriftstellerei gelang es ihr aber allmählich, gesellschaftliche Anerkennung zurückzuerlangen.
Ida Boy-Ed verfasste über 70 Romane und Erzählbände und beeinflusste mit ihrem Lübecker Salon das kulturelle Leben von Lübeck nachhaltig. Sie war 1901 nach Erscheinen der Buddenbrooks eine Förderin des jungen Thomas Mann. Genauso engagierte sie sich, gemeinsam mit ihrer Freundin Lilly Dieckmann für die Dirigenten Wilhelm Furtwängler und Hermann Abendroth in ihrer Lübecker Zeit.
Der Senat der Hansestadt Lübeck verlieh ihr an ihrem 60. Geburtstag, dem 17. April 1912, als Dank für ihre Verdienste um die Stadt ein dauerhaftes Wohnrecht in der Wohnung im Zöllnerhaus neben dem Burgtor, in der sie bis zu ihrem Lebensende wohnte. Wenn Thomas Mann Lübeck besuchte, residierte er in der Wohnung seiner Förderin.
In Hamburg-Bergedorf und der Lübecker Altstadt (Ida-Boy-Ed-Garten) sind Straßen nach ihr benannt. Ihr Grab befindet sich auf dem Lübecker Burgtorfriedhof.

### Erster Weltkrieg
„[…] Viele, viele Frauen habe ich gesprochen: zahme, die ich bisher für beschränkt hielt, und sie waren klar und stark im Haß; zarte, die nur für mich beschäftigt waren, und der Haß ließ sie nun sich selbst vergessen; kinderlose, die längst ergeben waren, und die nun klagten: Hätte ich doch einen Sohn, uns an England zu rächen; Mütter, die kein Glück in der Welt haben als das durch ihre Söhne: sie gaben sie freudig, und sie konnten nicht mehr freudig sagen: Für das Vaterland oder aus Haß gegen England.“

In der Marneschlacht wurde ihr Sohn Walther Boy-Ed, Hauptmann im 2. Garde-Feldartillerie-Regiment, in der Nähe Nauroys schwer verwundet und erlag am 23. September 1914 im Lazarett nahe Reims seiner Verwundung. Ihr zweiter Sohn, Karl Boy-Ed, war Marineoffizier und seit 1906 im Nachrichtenbüro des Reichsmarineamtes tätig. Während seines Einsatzes als Marineattaché in den USA ab 1912 war er unter Abdeckung seines diplomatischen Status nachrichtendienstlich tätig und wurde deshalb 1915 ausgewiesen. Bis zum Ende des Krieges war er danach im Marinenachrichtendienst und dessen Pressestelle im Reichsmarineamt tätig. Der dritte Sohn, Emil Boy-Ed, diente während des Krieges als Kapitänleutnant der Reserve auf verschiedenen Torpedobooten und ab 1918 als Chef einer Geleitflottille in der Nordsee.

 

In der Weltbühne vom 24. November 1925 schrieb Hellmut von Gerlach in seinem Beitrag Erinnerungen an eine große Zeit: „Und die berühmte Schriftstellerin Boy-Ed erklärte in der Zeitschrift der ‚Deutschen Vereinigung für Frauenstimmrecht‘ nicht nur,  daß sie gegen England ‚jähen entsetzlichen Haß‘ empfinde, sie fordert auch die Frauen allgemein zu diesem ‚heiligen Hasse‘ auf, ja sie ermahnte die deutschen Seeleute, ‚hart zu werden auch gegen Frauen und Kinder, wenn sie englischen Männern gehören‘.“

## Werk (Auswahl)
Ihr Roman „Ein königlicher Kaufmann“ mit der fiktiven Figur Jacob Bording gehörte zu ihren Lieblingen. Sie hatte ihn als Lichtgestalt des Wirtschaftslebens beschrieben. Hierbei orientierte sie sich an führenden Persönlichkeiten der realhistorischen Lübecker Handelswelt wie Friedrich Ewers, Rudolf und Heinrich Thiel und insbesondere Emil Possehl. Auf biographischer Ebene lassen sich viele Parallelen zwischen ihrer Dichtung und der Realität ziehen. Mit dem Roman bemühte sie sich um eine Ehrenrettung des in seiner Vaterstadt umstrittenen und missverstandenen Possehl, den sie auf diese Weise würdigt.
- Ein Tropfen. Novelle. Hamburg 1882
- Getrübtes Glück. Novelle. 1883
- Männer der Zeit. Roman. 3 Bände. 1884
- Seine Schuld. Roman. 2 Bände. 1885
- Dornenkronen. Roman. Rudolf Waldern, Berlin 1886
- Die Unversuchten. Roman. Reißner, Leipzig 1886
- Abgründe des Lebens. Novellen. 1887
- Masken. Roman. 1887 [Neue Bearbeitung u. d. Titel Die Glücklichen, 1916]
- Ich. Roman. ?, Stuttgart/Leipzig/Berlin 1888
- Fanny Förster. Roman. ?, Stuttgart 1889
- Eine Lüge? Roman. 1889
- Nicht im Geleise. Roman. Buchausgabe: 2 Bd. in einem Band. Reißner, Leipzig 1890; Serielle Ausgabe: Nicht im Geleise. In: Die Gartenlaube. Heft 14–29, 1889 (Volltext [Wikisource]).
- Aus Tantalus’ Geschlecht. Roman. 2 Bände. 1891
- Malergeschichten. Psychologische Studien. 1892
- Lea und Rahel. Roman. 1892; Serielle Ausgabe: Lea und Rahel. In: Die Gartenlaube. Heft 17–29, 1891 (Volltext [Wikisource]).
- Empor! Roman. ?, Berlin 1892
- Ein Kind. Novelle. Reißner, Leipzig 1892
- Zuletzt gelacht und andere Noveletten. 1893
- Sturm. Novellen. ?, Breslau 1894
- Sieben Schwerter. Roman. 1894
- Die Schwester. Roman. 1894
- Werde zum Weib. Roman in 2 Bänden. Carl Reißner, Dresden/Leipzig 1894
- Novellen. 1894
- X. Roman. 1896
- Die Lampe der Psyche. Roman. 1896
- Nichts. Roman. 1897
- Eine reine Seele. Roman. 1897
- Ein kritischer Moment, Eine Kreuzträgerin. Novellen. 1897
- Die Sünderin. Roman. 1898
- Die Flucht. Roman. 1898
- Die Schuldnerin. Roman. 1899
- Zwei Männer. Roman. 1899
- Nur ein Mensch. Roman. 1900
- Um Helena. Roman. 1901
- Aus einer Wiege. Roman aus dem hanseatischen Familienleben. 1901
- Die säende Hand. Roman, Cotta, Stuttgart 1902
- Das ABC des Lebens. Roman, Velhagen & Klasing, Bielefeld/Leipzig 1903
- Die große Stimme. Novellen. 1903
- Heimkehrfieber. Roman aus dem Marineoffiziersleben. 2 Bd., J. Engelhorn, Stuttgart 1904
- Die Ketten. Roman. Velhagen & Klasing, Bielefeld/Leipzig 1904
- Der Festungsgarten. Roman. Velhagen & Klasing, Bielefeld/Leipzig 1905
- Eine Wohltat. Roman. 1906
- Um ein Weib. Roman. 1906
- Die holde Törin Roman in 2 Bänden. 1907
- Fast ein Adler. Roman. 1907
- Ein Echo. Roman in 2 Bd. J. Engelhorn, Stuttgart 1908
- Geschichten aus der Hansastadt. Franz Moser Nachf., Leipzig/Berlin [1909]
- Nichts über mich!. Roman, Engelhorn, Stuttgart 1910
- Ein königlicher Kaufmann. Hanseatischer Roman. Cotta, Stuttgart/Berlin 1910
- Hardy von Arnbergs Leidensgang. Roman in 2 Bd., J. Engelhorn, Stuttgart 1911
- Ein Augenblick im Paradies. Roman. Ullstein, Berlin 1912
- Charlotte von Kalb. Eine psychologische Studie. Mit 8 Abb., Eugen Diederichs, Jena 1912
- Eine Frau wie Du! Roman. Ullstein, Berlin 1913
- Stille Helden. Roman. Cotta, Stuttgart/Berlin 1914
- Des Vaterlandes Kochtopf. Scherl, Berlin [1914]
- Vor der Ehe. Roman. Ullstein, Berlin/Wien 1915
- Das Martyrium der Charlotte von Stein. Versuch ihrer Rechtfertigung. Cotta, Stuttgart/Berlin 1916
- Die Opferschale. Roman. August Scherl, Berlin 1916
- Nur wer die Sehnsucht kennt.... Roman. Cotta, Stuttgart/Berlin 1916
- Erschlossene Pforten. Roman. Ullstein, Berlin/Wien 1917
- Um ein Weib. Roman. Paul Franke, Berlin, um 1920
- Aus Tantalus Geschlecht. Roman. Philipp Reclam jun., Leipzig, um 1920
- Glanz. Roman. August Scherl, Berlin 1920
- Germaine von Stael. Ein Buch anläßlich ihrer..., Cotta, Stuttgart/Berlin 1921
- Brosamen. Novellen. Deutsche Buchwerkstätten, Dresden 1922
- Fast ein Adler. Roman. Reißner, Leipzig 1922
- Annas Ehe. Roman. Engelhorn, Stuttgart 1923
- Das Eine. Roman. August Scherl, Berlin 1924
- Die Flucht. Roman. Paul Franke, Berlin ca. 1925
- Gestern und morgen. Roman. August Scherl, Berlin 1926
- Aus alten und neuen Tagen. Novellen. Cotta, Stuttgart 1926
- Mein ist die Rache. Geschichte aus der Hansestadt. 1931